# Megaceroides algericus
Megaceroides algericus — вимерлий вид оленів, відомий з пізнього плейстоцену до голоцену Північної Африки. Це один із лише двох видів оленів, які, як відомо, були місцевими для африканського континенту, поряд із берберійським оленем, підвидом благородного оленя. Вважається, що він близький до гігантських видів оленів Євразії.

## Поширення
Вид був виявлений у середземноморському регіоні північно-західної Африки на північ від Атлаських гір, з 26 відомими місцеположеннями в Алжирі та Марокко, що простягаються від печери Бізмун поблизу Ес-Сувейри на заході до Хамам-Маскутін і Пюїт-де-Шаша на сході. Найдавніші відомі залишки виду датуються приблизно 24 000 роками тому. Відомо, що жоден інший олень не був місцевим жителем африканського континенту, окрім M. algericus і берберійського оленя, сучасного підвиду благородного оленя, який також поширений у тій самій частині північно-західної Африки.

## Морфологія
Вид відомий з обмеженого матеріалу, а відомості про посткраніальні останки та роги погані. Орієнтовний розмір тварини менший за благородного оленя, але трохи більший за лань. Він відомий із майже повного черепа літньої особини зі зношеними зубами, знайденого поблизу Аїн-Беніана в Алжирі, поряд з іншими фрагментами черепа. Череп широкий, але довжина черепа, зокрема спланхнокраніум (ділянка черепа позаду зубної області) відносно коротка. Ця комбінація широкого, але пропорційно короткого черепа є морфологією, яка невідома жодному іншому виду оленів.